# Santiago Camarasa
Santiago Camarasa Martín (Toledo, 15 de mayo de 1895-Madrid, octubre de 1957) fue un periodista y empresario español.

## Biografía
Nació el 15 de mayo de 1895 en Toledo. Siendo muy joven, en 1918, Camarasa fundó la revista Castilla, revista regional ilustrada y bastantes años después creó la editorial Camarasa en Madrid, que publicó algunos libros entre 1941 y 1943. Falleció hacia el 9 de octubre de 1957 en Madrid.
En 1929, Camarasa formó parte de la comisión organizadora de la Exposición Regional de Bellas Artes e Industrias Artísticas.

## Obras
- Del Toledo típico. El Santuario del Valle: Algo de su historia y unas fotografías del interesante santuario .
- Toledo: Apuntes para un viaje a la Imperial ciudad .
- Toledo, Guía breve histórico artística de la ciudad-única.
- Toledo, la antigua Ronda y la nueva ronda o carretera de circunvalación.
- El turismo en Toledo.
- «La Semana Santa en la vieja España» (Revista Hispanoamericana de Ciencias, Letras y Artes).

## Honores
Un premio periodístico lleva su nombre.